# Le Matin français

Le matin français est un quotidien français d’informations générales fondé en 1887 par le journaliste français Alfred Edwards, qui était domicilié au 143 rue Montmartre à Paris et vendu 10 centimes le numéro.

## Histoire
Le matin français est dirigé par Alfred Edwards, transfuge du quotidien ’’Le Matin (France)’’ fondé trois ans plus tôt et situé au 6, boulevard Poissonnière.
Dès son lancement, il s'abonne aux informations de l’Agence Havas plutôt qu’à celles de la Central News britannique, effectuant le choix inverse qu’a fait en 1884 à sa création Le Matin. Cette décision vient restaurer un peu le prestige de l’Agence Havas, alors écorné par les critiques de nombreux quotidiens français, y compris en Province, où plusieurs titres de la Petite presse se sont associés pour créer l'Agence télégraphique républicaine en 1885.
Pour assurer le succès du nouveau quotidien parisien, l’Agence Havas lui fournit un « service spécial » de nouvelles de l’étranger, auquel ses bureaux en Europe doivent assurer un flux minimum de nouvelles chaque jour. Londres doit y contribuer à hauteur de 200 à 1 000 mots par jour, Rome pour 80 à 400 mots, Berlin 120 mots et Bruxelles de 50 à 200 mots par jour.
À la recherche de prestige journalistique, Le matin français embauche le journaliste Jules Vallès, qui a fondé Le Cri du peuple une quinzaine d’années plus tôt.
Sa création déclenche un conflit devant les tribunaux, sur la propriété intellectuelle du titre. Ceux-ci décide que Le Matin ne peut s’opposer à l'adoption du titre Le Matin français. Quelques mois plus tard, fort de son succès, Edwards rachète Le Matin. Les deux Matin fusionne en 1887, la mention « français » disparaissant.